# إس آر أف 1
أس آر أف 1(بالألمانية: SRF eins) هي قناة تلفزيونية سويسرية باللغة الألمانية ، واحدة من ثلاث قنوات تنتجها هيئة الإذاعة السويسرية (الآخرون هما SRF zwei و SRF info ). تمت إعادة تسمية القناة ، التي كانت تُعرف سابقًا باسم SF1 ، في 16 ديسمبر 2005 ، جنبًا إلى جنب مع القنوات التلفزيونية الشقيقة الناطقة باللغة الألمانية وخمس قنوات إذاعية ، كجزء من تمرين يهدف إلى التأكيد على ملكيتها المشتركة بالإضافة إلى إنشاء وجود مشترك على شبكة الإنترنت للجميع منهم.

## البرمجة

### الأطفال
- The Adventures of Hello Kitty & Friends (Die Abenteuer von Hello Kitty & Friends)
- The Adventures of Paddington Bear (Die Abenteuer von Paddington Bär)
- The Adventures of Tintin (Tim und Struppi)
- Alfred J Kwak
- Archibald the Koala (Archibald der Detektiv)
- Arthur (Erdferkel Arthur und seine Freunde))
- Babar (Babar der Elefantenkönig)
- Barbapapa
- Bobobobs (Die Bobobobs)
- Bob the Builder (Bob der Baumeister)
- Bump in the Night (Bumpy Chaos in der Nacht)
- Caillou
- Calimero
- Canimals
- Captain Bluebear (Käpt’n Blaubär)
- Count Duckula (Graf Duckula)
- Grisu (Grisu, der kleine Drache)
- Hamtaro
- Hallo Spencer
- Jim Button and Luke the Engine Driver (Jim Knopf und Lukas der Lokomotivführer)
- The Legend of White Fang (Wolfsblut)
- Kid vs. Kat (Coop gegen Kat)
- Löwenzahn (Episode 398-401)
- Little Mole (Der kleine Maulwurf)
- The Moomin (Die Mumins)
- Minuscule
- Pat & Mat
- Pingu
- Pieter Post (Season 3-5)
- Seabert (Die kleine Robbe Albert)
- Shaun the Sheep (Shaun das Schaf)
- The Snorks (Die Schnorchels)
- Rupert (Rupert, der Bär)
- Thomas & Friends (Season 1-4), (Thomas und seine Freunde)
- Wallace and Gromit (Wallace und Gromit)
- The World of Peter Rabbit and Friends (Peter Hase und seine Freunde)
- The Wombles (Die Wombels)
- The Wonderful Adventures of Nils (Wunderbare Reise des kleinen Nils Holgersson mit den Wildgänsen)

### ترفيه
- Eurovision Choir
- مسابقة الأغنية الأوروبية
- يوروفيجن للعازفين الصغار
- مسابقة الأغنية الأوروبية للأطفال

### البرامج الحوارية معلومات وأخبار
- 10vor10
- Der Club  [لغات أخرى]‏
- DOK
- Einstein
- Eisbär, Affe & Co. (Episode 150)
- Kassensturz
- Leben live
- Literaturclub
- Puls
- Rundschau
- Panorama (9 July 2011)
- Schweiz aktuell
- SRF Tagesschau
- Zapp (19 December 2009)

### مسلسلات
- Die Anstalt (الحلقات 50 و51)
- Extra 3 (1990–present)
- جومورا (مسلسل) (Gomorrha - Die Serie) (2017–حتى الآن)
- heute-show (الحلقة 32)
- جاك تايلور (2015، 2017)
- Kesslers Expedition
- Line of Duty (2016)
- nuhr im Ersten (2009–present)
- Prime Suspect (Heißer Verdacht) (2007-2008, 2010)
- تاتأورت (2008–present)
- السقوط (مسلسل)، 2016
- The Guardian (The Guardian - Retter mit Herz) (2005)

### رياضة
- كأس العالم
- بطولة أمم أوروبا

### برامج حوارية
- Aeschbacher
- Arena

## الشعارات والهويات

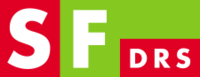
شعار SF DRS من 1993 الى 2005
شعار SF 1 من 1 سبتمبر 1997 إلى 5 ديسمبر 2005
شعار SF 1 من 5 ديسمبر 2005 إلى 29 فبراير 2012
شعار SF 1 من 29 فبراير 2012 إلى 15 ديسمبر 2012
شعار النسخة عالية الجودة من 29 فبراير 2012 إلى 15 ديسمبر 2012
شعار النسخة عالية الجودة من 16 ديسمبر 2012